# 椎本
| 源氏物語五十四帖 |        |    |        |
| 各帖のあらすじ   |        |    |        |
| 帖               | 名     | 帖 | 名     |
| 1                | 桐壺   | 28 | 野分   |
| 2                | 帚木   | 29 | 行幸   |
| 3                | 空蝉   | 30 | 藤袴   |
| 4                | 夕顔   | 31 | 真木柱 |
| 5                | 若紫   | 32 | 梅枝   |
| 6                | 末摘花 | 33 | 藤裏葉 |
| 7                | 紅葉賀 | 34 | 若菜   |
| 8                | 花宴   | 35 | 柏木   |
| 9                | 葵     | 36 | 横笛   |
| 10               | 賢木   | 37 | 鈴虫   |
| 11               | 花散里 | 38 | 夕霧   |
| 12               | 須磨   | 39 | 御法   |
| 13               | 明石   | 40 | 幻     |
| 14               | 澪標   | 41 | 雲隠   |
| 15               | 蓬生   | 42 | 匂宮   |
| 16               | 関屋   | 43 | 紅梅   |
| 17               | 絵合   | 44 | 竹河   |
| 18               | 松風   | 45 | 橋姫   |
| 19               | 薄雲   | 46 | 椎本   |
| 20               | 朝顔   | 47 | 総角   |
| 21               | 少女   | 48 | 早蕨   |
| 22               | 玉鬘   | 49 | 宿木   |
| 23               | 初音   | 50 | 東屋   |
| 24               | 胡蝶   | 51 | 浮舟   |
| 25               | 蛍     | 52 | 蜻蛉   |
| 26               | 常夏   | 53 | 手習   |
| 27               | 篝火   | 54 | 夢浮橋 |

「椎本」（しいがもと）は、『源氏物語』五十四帖の巻名のひとつ。第46帖。第三部の一部「宇治十帖」の第2帖にあたる。巻名は、薫が故八の宮を偲んで詠んだ和歌「立ち寄らむ陰とたのみし椎が本むなしき床になりにけるかな」に因む。
この帖に登場する夕霧所有の別荘は、宇治川の岸辺、京の向こう岸にあることから平等院がモデルというのが通説となっている。

## あらすじ
薫23歳の春二月から24歳の夏の話。
二月二十日ごろ、匂宮は初瀬詣で（長谷寺参詣）の帰りに宇治の夕霧の別荘に立ち寄った。宇治の姫君たちに関心があったからである。匂宮は薫や夕霧の子息たちと碁や双六をしたり琴を弾いたりして楽しんでいる。宇治川を挟んだ対岸にある八の宮邸にもそのにぎやかな管弦の音が響き、八の宮は昔の宮中での栄華の日々を思い出さずにはいられない。
翌日、八の宮から薫に贈歌があり、それを見た匂宮が代わりに返歌をする。匂宮は帰京後もしばしば宇治に歌を送るようになり、八の宮はその返歌を常に中君に書かせるようになる。
今年が重い厄年にあたる八の宮は、薫に姫君たちの後見を托すが、一方で姫君たちに、軽々しく結婚して宇治を離れ俗世に恥をさらすな、この山里に一生を過ごすのがよいと戒め、宇治の山寺に参籠しに出かけ、そこで亡くなった。八月二十日のころである。訃報を知った姫君たちは、父の亡骸との対面を望むが、阿闍梨に厳しく断られる。薫や匂宮が弔問に八の宮邸を訪れるが、悲しみに沈む姫君たちはなかなか心を開かなかった。
年の暮れの雪の日、宇治を訪れた薫は大君と対面し、匂宮と中君の縁談を持ち上げつつ、おのが恋心をも訴え、京に迎えたいと申し出るが、大君は取り合わなかった。
翌年の春、匂宮の中君への思いはますます募るようになり、夕霧の六の君との縁談にも気が進まない。また、自邸の三条宮が焼失した後始末などで、薫も久しく宇治を訪ねていない。
夏、宇治を訪れた薫は、喪服姿の姫君たちを垣間見て、大君の美しさにますます惹かれてゆくのであった。